# Ismail Rafaat
Ismail Rafaat (àrab: إسماعيل رأفت)  (Egipte, 3 de gener de 1912 - 2004) fou un futbolista egipci de la dècada de 1930.
Fou internacional amb la selecció d'Egipte amb la qual participà en la Copa del Món de futbol de 1934.
Pel que fa a clubs, destacà a Zamalek SC.